# Liste der Monuments historiques in Giromagny
Die Liste der Monuments historiques in Giromagny führt die Monuments historiques in der französischen Gemeinde Giromagny auf.

## Liste der Bauwerke
| Bezeichnung                                                         | Beschreibung | Standort | Kennzeichnung | Schutzstatus | Datum | Bild           |
| ------------------------------------------------------------------- | ------------ | -------- | ------------- | ------------ | ----- | -------------- |
| Monument commémoratif de la réunion de l’Alsace à la France en 1648 | Denkmal      | (Lage)   | PA00101151    | Inscrit      | 1993  | weitere Bilder |
| Fort                                                                |              | (Lage)   | PA00135351    | Inscrit      | 1993  | weitere Bilder |

## Liste der Objekte
- Monuments historiques (Objekte) in Giromagny in der Base Palissy des französischen Kultusministeriums